# Lijst van spelers van Real Cartagena
Deze lijst omvat voetballers die bij de Colombiaanse voetbalclub Real Cartagena spelen of gespeeld hebben. De spelers zijn alfabetisch gerangschikt.

## A
- Emanuel Acosta
- Edwin Aguilar
- Leoncio Alegria
- Alexander Anaya
- Paulo Arango
- Willian Arboleda
- Mauricio Arquez
- Yovanny Arrechea
- Mauricio Arroyo
- Luis Asprilla

## B
- Antonio Baldiris
- Jorge Banguero
- Julian Barahona
- Jorge Barón
- Marlon Barrios
- Lidio Benítez
- Mario Benítez
- Adrian Berbia
- Wilmer Bertre
- Mario Bula

## C
- Roberto Cabañas
- Marco Canchila
- Jhon Cano
- Andy Cantillo
- Edilio Cardoso
- Eduardo Carillo
- Oscar Castillo
- Alexander del Castillo
- Edwin del Castillo
- Emerson Chamorro
- Carlos Cordoba

## D
- Luis Delgado
- Yeison Devoz

## F
- Cesar Fawcett
- Gabriel Fernández
- David Ferreira

## G
- Manuel Galarcio
- Geovanni García
- Martín Gianfelice
- Emiro Gómez
- Cristian González
- Carlos Gutiérrez

## H
- Juan Carlos Henao
- Amílcar Henríquez
- Lin Henry
- Eder Hernández
- René Higuita

## I
- Luis Iriarte
- Ramón Iriarte

## J
- Edwards Jimenez

## M
- Fredy Machado
- Harold Macias
- Oswaldo Mackenzie
- Armando Maldonado
- Rafael Márquez
- Javier Martínez
- Freider Mattos Pombo
- Oscar Méndez
- Carlos Mendivil
- Victor Miranda
- Jorge Molina
- Faryd Mondragón
- Jonathan Mosquera
- Didier Muñoz
- Fabián Muñoz

## N
- José Nájera

## O
- Orlando Osorio

## P
- Frank Pacheco
- Hayder Palacio
- Carlos Palomino
- Edinson Palomino
- Oscar Passo
- Hernando Patiño
- Roberto Peñaloza
- Luis Alberto Perea
- Rafael Pérez
- Edinson Pinzón
- Carlos Preciado
- Francisco Primera

## R
- Rolando Ramírez
- Jorge Ramos
- John Reino
- Jamerson Rentería
- Luis Rentería
- Duvier Riascos
- Luis Rivas
- Jorge Rivera
- Milton Rodríguez
- Leonardo Rojano
- Jaider Romero
- Gustavo Rua

## S
- Deyler Sacramento
- Nestor Salazar
- Oswaldo Salgado
- Andres Salinas
- Campo Santacruz
- Ricardo Santana
- Óscar Santos
- Alejandro Schiapparelli
- Luis Sierra
- David Silva
- Álvaro Solís

## T
- Mario Tapias
- Pedro Tavima
- César Tinoco
- Juan Tobon
- Nicolas Torres

## U
- Matías Urbano

## V
- Henry Valderrama
- Carlos Valdes
- Ayron del Valle
- Carmelo Valencia
- Rubén Velásquez
- Edigson Velazquez
- Oscar Villarreal
- Kilian Virviescas

## Z
- Róbinson Zapata